# Филиппов, Андрей Владимирович (хоккеист)
Андрей Владимирович Филиппов (род. 3 сентября 1965 года) — российский хоккеист с мячом.

## Карьера
Воспитанник новосибирского хоккея с мячом (тренер М. И. Войтович). Почти всю карьеру (с 1984 по 2000 год) Филиппов играл в составе «Сибсельмаша». Занимает третье место в списке бомбардиров клуба — 207 мячей. Является лидером клуба по числу хет-триков (2 раза — 5 мячей за игру, 1 раз — 4 мяча и 16 раз — 3 мяча). Четырежды (1989, 1990, 1991, 1992) становился лучшим бомбардиром сезона «Сибсельмаша».
Сезон 2000/01 провёл в хабаровском СКА-Нефтянике, забив в 28 играх 8 мячей. Следующий сезон Андрей играл в омской «Юности». Под конец карьеры Андрей провёл сезон в командах «Охта» (Всеволожск) и БСК.

## Достижения
серебряный призёр чемпионата мира среди юниоров — 1984 

 серебряный призёр турнира на призы Правительства России — 1992

 финалист Кубка европейских чемпионов — 1995

 чемпион России — 1995

 вице-чемпион России — 1994, 1996, 1997

 чемпион РСФСР — 1986, 1988

В 1993 году был включён в символическую сборную сезона.

## Судейская карьера
Судья международной категории.

### Статистика выступлений в чемпионатах СССР, СНГ, России
| Сезон     | Клуб                               | И   | М   | П  | О   | Ш   |
| --------- | ---------------------------------- | --- | --- | -- | --- | --- |
| 1986/1987 | Сибсельмаш (Новосибирск)           | 25  | 5   |    | 5   | 35  |
| 1988/1989 | Сибсельмаш (Новосибирск)           | 20  | 12  |    | 12  | 20  |
| 1989/1990 | Сибсельмаш (Новосибирск)           | 26  | 28  |    | 28  |     |
| 1990/1991 | Сибсельмаш (Новосибирск)           | 22  | 26  |    | 26  | 30  |
| 1991/1992 | Сибсельмаш (Новосибирск)           | 30  | 33  |    | 33  |     |
| 1992/1993 | Сибсельмаш (Новосибирск)           | 25  | 26  |    | 26  | 55  |
| 1993/1994 | Сибсельмаш-Металлург (Новосибирск) | 29  | 26  |    | 26  | 65  |
| 1994/1995 | Сибсельмаш-Металлург (Новосибирск) | 13  | 13  |    | 13  | 15  |
| 1995/1996 | Сибсельмаш-Металлург (Новосибирск) | 25  | 22  |    | 22  |     |
| 1996/1997 | Сибсельмаш-Металлург (Новосибирск) | 23  | 4   |    | 4   | 30  |
| 1997/1998 | Сибсельмаш-Металлург (Новосибирск) | 28  | 10  |    | 10  | 20  |
| 1998/1999 | Сибсельмаш (Новосибирск)           | 11  | 0   |    | 0   | 30  |
| 1999/2000 | Сибсельмаш (Новосибирск)           | 22  | 4   | 5  | 9   | 40  |
| 2000/2001 | СКА-Нефтяник (Хабаровск)           | 28  | 8   | 1  | 9   | 15  |
| 2001/2002 | Юность (Омск)                      | 20  | 20  | 4  | 24  | 30  |
| Всего     | 15 чемпионатов                     | 347 | 237 | 10 | 247 | 470 |

Примечание: Статистика голевых передач ведется с сезона - 1999/2000.

### В чемпионатах СССР, СНГ, России забивал мячи в ворота 27 команд
```
 1.Енисей              = 24 мяча 15.Агрохим           =  7
 2.СКА-Свердловск      = 19      16.Зоркий            =  6
 3-4.Байкал-Энергия    = 17      17-19.Волга          =  5
 3-4.Старт             = 17      17-19.Динамо А-А     =  5
 5-6.Саяны             = 16      17-19.Сибсельмаш     =  5
 5-6.Уральский трубник = 16      20.Родина            =  4
 7.Кузбасс             = 14      21-25.Восток         =  2
 8.Водник              = 13      21-25.Шахтёр Л-К     =  2
 9.СКА-Нефтяник        = 11      21-25.Заря           =  2
10-11.Динамо М         = 10      21-25.СКА-Забайкалец =  2
10-11.Североникель     = 10      21-25.Север          =  2
12-13.Юность Ом.       =  9      26-27.Вымпел         =  1
12-13.Маяк             =  9      26-27.Локомотив Ор.  =  1
14.Строитель С.        =  8
```

### В чемпионатах СССР, СНГ, России количество мячей в играх
по 1 мячу забивал в 74 играх

по 2 мяча забивал в 49 играх
 
по 3 мяча забивал в 17 играх

по 4 мяча забивал в 1 игре

по 5 мячей забивал в 2 играх
 
Свои 237 мячей забросил в 143 играх, в 204 играх мячей не забивал.